# 피터 반 인와겐
피터 반 인와겐(Peter van Inwagen, 1942년 9월 21일 ~ )은 미국의 분석 철학자이자 노터데임 대학교 오하라 철학 교수이다. 그는 또한 매년 봄 듀크 대학교의 철학 연구 교수이기도 하다. 반 인와겐은 형이상학, 종교철학의 주요 인물 중 한 명이다. 그는 2010년부터 2013년까지 미국 기독교철학회 회장을 역임했다.

## 같이 보기
- 미국 철학